# Gordon Hunter Memorial Trophy
Gordon Hunter Memorial Trophy – przechodnie trofeum przyznawane zwycięzcy pojedynku w lidze Super Rugby pomiędzy drużynami Highlanders i Blues. Trofeum wzięło swoją nazwę od Gordona Huntera, trenera który w przeszłości trenował obydwa kluby i zmarł na raka w roku 2002. 
Do roku 2010 o trofeum decydował jedyny mecz jakie obydwa kluby rozgrywały w sezonie przeciwko sobie, ze względu na reorganizację rozgrywek w roku 2011 zmieniono formułę i meczem o trofeum są tylko te spotkania które odbywają się na stadionie posiadacza trofeum (powodem było podzielenie ligi na konferencje w których drużyny z tego samego kraju grały w jednym sezonie mecz i rewanż).
Trofeum jest uznawane za prestiżowe i wyjątkowe i jest jednym z kilku takich trofeów przyznawanych za pojedynki w lidze Super Rugby.

## Wyniki
W sezonie 2016 nie odbył się mecz o trofeum ze względu na organizację rozgrywek, drużyny rozegrały między sobą tylko jeden mecz na terenie drużyny nie posiadającej trofeum (Auckland).
| Sezon | Data       | Stadion  | Gospodarz   | Wynik | Gość        | Źródło |
| ----- | ---------- | -------- | ----------- | ----- | ----------- | ------ |
| 2018  | 23.02.2018 | Dunedin  | Highlanders | 41-34 | Blues       | [ 6 ]  |
| 2017  | 08.08.2017 | Dunedin  | Highlanders | 26-20 | Blues       | [ 7 ]  |
| 2015  | 18.04.2015 | Dunedin  | Highlanders | 30-24 | Blues       | [ 8 ]  |
| 2014  | 22.02.2014 | Dunedin  | Highlanders | 29-21 | Blues       |        |
| 2013  | 01.06.2013 | Dunedin  | Highlanders | 38-28 | Blues       |        |
| 2012  | 26.05.2012 | Auckland | Blues       | 20-27 | Highlanders |        |
| 2011  | 29.04.2011 | Dunedin  | Highlanders | 10-15 | Blues       |        |
| 2011  | 17.06.2011 | Auckland | Blues       | 33-16 | Highlanders |        |
| 2010  | 19.02.2010 | Dunedin  | Highlanders | 15-19 | Blues       |        |
| 2009  | 17.04.2009 | Auckland | Blues       | 26-6  | Highlanders |        |
| 2008  | 10.05.2008 | Dunedin  | Highlanders | 15-40 | Blues       |        |
| 2007  | 02.03.2007 | Auckland | Blues       | 28-9  | Highlanders |        |
| 2006  | 17.02.2006 | Dunedin  | Highlanders | 25-13 | Blues       |        |
| 2005  | 25.02.2005 | Dunedin  | Highlanders | 14-30 | Blues       |        |
| 2004  | 08.05.2004 | Auckland | Blues       | 50-22 | Highlanders |        |
| 2003  | 04.04.2003 | Dunedin  | Highlanders | 22-11 | Blues       |        |
| 2002  | 03.05.2002 | Auckland | Blues       | 13-20 | Highlanders |        |